# Educação obrigatória
Educação obrigatória ou compulsória, também conhecida por diversos outros nomes, como escolaridade obrigatória, ensino obrigatório ou escolarização obrigatória, é o ciclo de educação que crianças e jovens devem cursar de forma obrigatória. Seu currículo, bem como objetivos, duração, conteúdos, procedimentos e metodologia variam de acordo com o sistema educativo de cada país e época.
No Brasil o ensino é obrigatório dos 4 aos 17 anos de idade, compreendendo três etapas: educação infantil (para crianças com até 5 anos), ensino fundamental (para alunos de 6 a 14 anos) e ensino médio (para alunos de 15 a 17 anos). Antes de uma emenda constitucional aprovada em novembro de 2009, o ensino era obrigatório somente a partir dos 6 anos, mas após essa emenda, passou a ser obrigatório desde os 4 anos de idade.
Em Portugal o ensino é obrigatório dos 6 aos 18 anos de idade, compreendendo duas principais etapas: ensino básico — dividido em três ciclos: 1.º ciclo (também conhecido como ensino primário) (dos 6 aos 10 anos), 2.º ciclo (dos 10 aos 12 anos) e 3.º ciclo (dos 12 aos 15 anos) — e ensino secundário (dos 15 aos 18 anos). A obrigatoriedade termina com a conclusão do ensino secundário ou no momento em que o aluno completa 18 anos de idade.